# Xốt

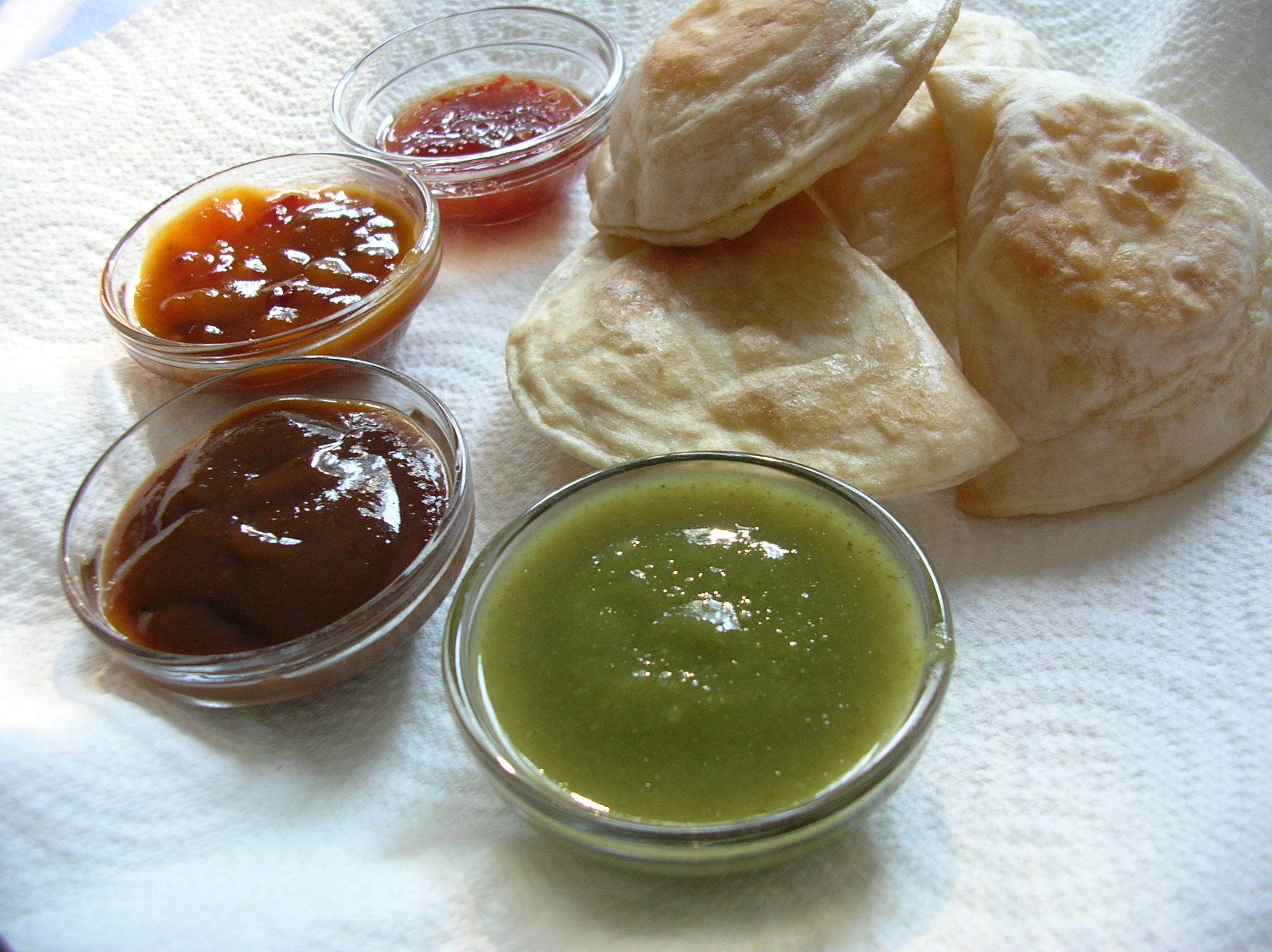
Bánh gối ăn kèm với bốn loại xốt

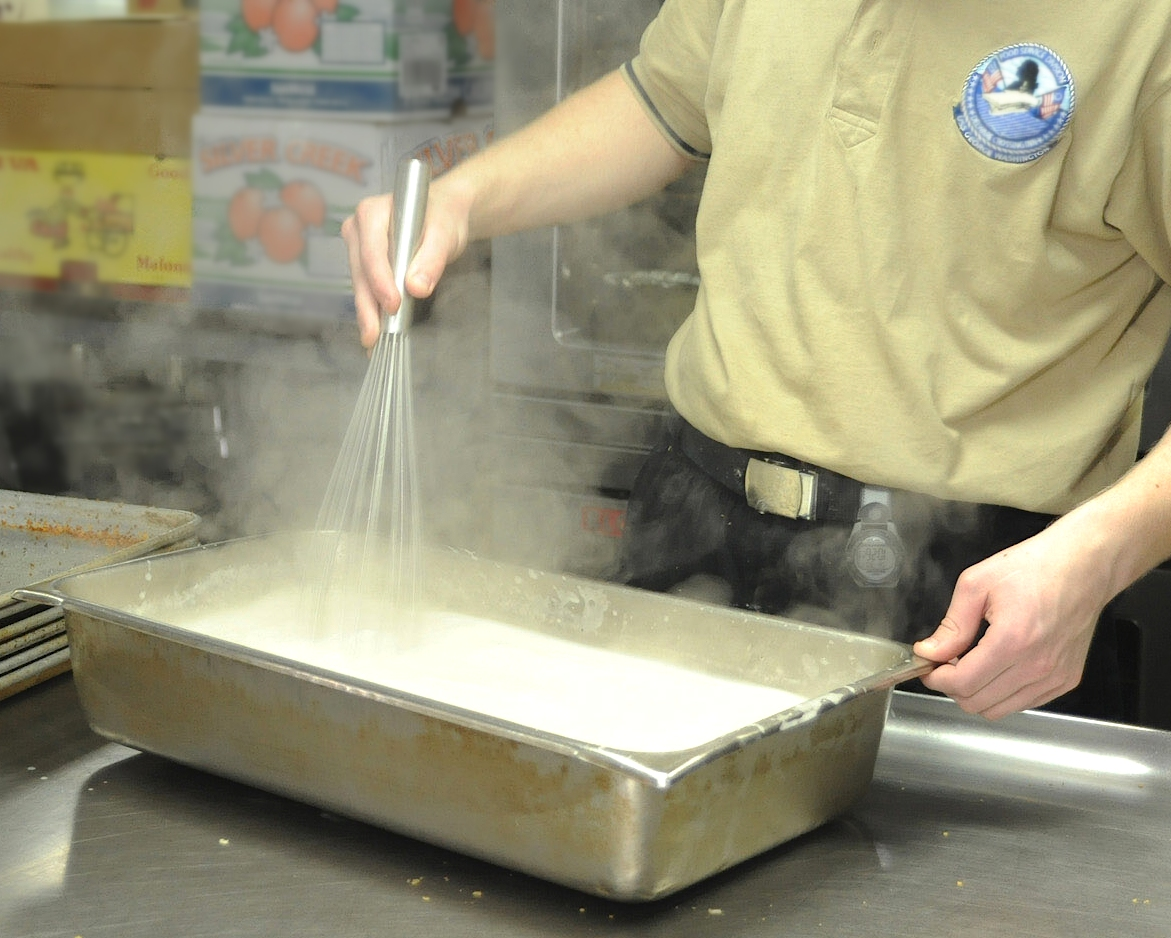
Một đầu bếp đang làm xốt

Trong ẩm thực, xốt  là dạng lỏng, dạng kem hoặc bán đặc được phục vụ trực tiếp hoặc dùng chế biến các món ăn khác. Xốt thường không dùng riêng mà dùng để thêm hương vị, độ ẩm và vẻ đẹp cho món ăn. Từ xốt trong tiếng Việt bắt nguồn từ chữ Sauce trong tiếng Pháp lấy từ chữ tiếng Latin là salsa, nghĩa là được muối (thực phẩm). Công thức làm xốt lâu đời nhất được ghi nhận là garum, món xốt cá được người Hy Lạp cổ sử dụng.
Xốt cần có thành phần lỏng, nhưng một số xốt (ví dụ như xốt "pico de gallo salsa" hay chutney) có thể chứa nhiều thành phần đặc hơn là lỏng. Xốt là yếu tố thiết yếu trong các nền ẩm thực khắp thế giới.
Xốt có thể dùng cho món mặn hoặc ngọt đều được. Chúng có thể được chuẩn bị trước và dọn ra ăn lạnh, ví dụ như mayonnaise hoặc xốt táo tây, để lạnh nhưng làm ấm khi dọn ra như xốt pesto, nấu nóng như xốt bechamel và dọn ra ăn lúc ấm.
Vài loại xốt là các phát minh công nghiệp như xốt Worcestershire, xốt HP, hay ngày nay nhiều loại cũng hầu hết được mua dưới dạng làm sẵn như nước tương hay tương cà, một số vẫn được các đầu bếp tự tay làm.

## Biến thể

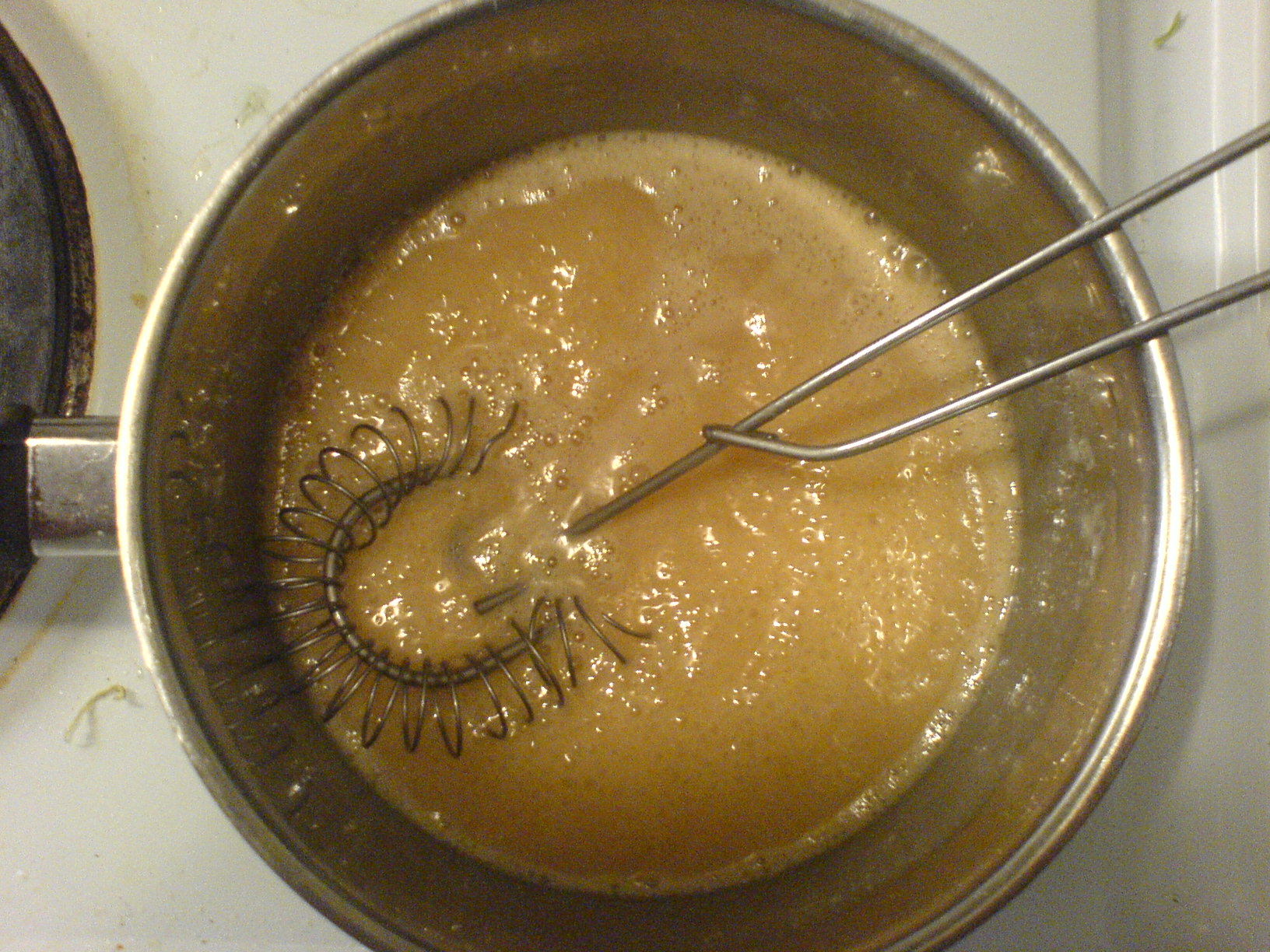
Xốt Caramel

Có rất nhiều loại xốt làm từ cà chua (như xốt cà ketchup và xốt cà chua), các loại rau củ khác và nhiều gia vị. Dù từ 'ketchup' bản thân thường chỉ tới một loại xốt cà chua, nó cũng được dùng chỉ xốt làm từ các loại rau củ hoặc trái cây khác.
Một loại xốt có thể có vị ngọt, nóng hoặc lạnh, để ăn kèm và tô điểm cho món tráng miệng.
Một loại xốt khác làm từ trái cây hầm, thường được lọc kỹ để bỏ vỏ và xơ và thường được nêm ngọt. Một số ví dụ cho loại này là xốt táo tây và xốt nam việt quất, thường ăn với những loại thức ăn đặc trưng khác (nước xốt táo với thịt heo, giăm bông, hoặc bánh khoai tây; nước xốt nam việt quất ăn với thịt gia cầm) hoặc phục vụ như món tráng miệng.